# Xadrez na Índia

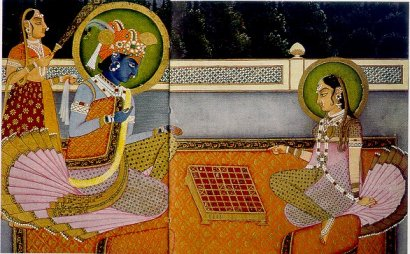
Críxena e Radha jogando o chaturanga sobre o tabuleiro do Ashtāpada.

O Xadrez na Índia refere-se à contribuição da Índia na história do xadrez que remonta ao século VI, durante o Império Gupta. O país é considerado pela maioria dos historiadores como o berço do chaturanga, a variante reconhecidamente mais antiga do xadrez moderno. Antes do século VI, não existem evidências suficientes para comprovar o emprego da palavra chaturanga no sentido do jogo, pois a palavra também significa a composição do exército indiano da época com bigas, elefantes, cavalos e a infantaria. Menções explícitas descrevendo o jogo na Índia surgiram somente no século IX, porém o poema persa Épica dos Reis relata a chegada do Chatrangue à Pérsia vindo de um reino a oeste, o qual considera-se ser no noroeste da Índia.
Não existem evidências arqueológicas na Índia anteriores ao século IX, sendo impossível datar com precisão quando o jogo surgiu no subcontinente indiano. Entretanto, os relatos persas datados de períodos anteriores e a proximidade de achados arqueológicos no Irã e Uzbequistão mantém a Índia como uma forte candidata a ser o país de origem do xadrez e os arqueólogos indianos ainda esperam encontrar provas que validem esta teoria.
Na Índia, o chaturanga foi inicialmente jogado sobre o tabuleiro do Ashtāpada, um outro jogo indiano do qual se desconhecem as regras. Apesar das regras do chaturanga não terem sido descritas por completo, considera-se que tenham sido muito próximas à do Chatrangue persa e de outras variantes do xadrez que se desenvolveram no país. O chaturanga contém todos os elementos considerados para ser eleito um antecessor do xadrez moderno que são: o destino do jogo definido pela captura de uma peça, o Rei, a disputa sobre um tabuleiro quadrado normalmente com 64 divisões, o arranjo das peças na posição inicial onde o monarca fica localizado ao centro e as outras peças simetricamente dispostas ao lado e com uma fileira de peões à frente.

## Panorama histórico
O Império Gupta foi um império da Índia antiga que existiu de aproximadamente 320 a 550 e se estendeu por grande parte do subcontinente indiano. Foi fundando por Maharaja Sri-Gupta e a dinastia foi o modelo clássico de civilização. A paz e a prosperidade criadas sob a liderança dos guptas permitiu ao exercício de desenvolvimento científico e artístico. Este período é conhecido como a "Era de Ouro da Índia" e foi marcado pela extensa lista de invenções e descobertas indianas nos campos da ciência, tecnologia, engenharia, arte, dialetos, literatura, lógica, matemática, astronomia, religião e filosofia, que cristalizaram os elementos geralmente conhecidos como a cultura Hindu. Chandragupta I, Samudragupta e Chandragupta II foram os mais importantes governantes da dinastia.
Os pontos altos desta criatividade cultural foram as magníficas arquiteturas, esculturas e pinturas. O período também produziu trabalhos como o Calidaça, Ariabata, Varahamihira, Víxenu Xarma, Vatsiaiana e Praxastapada que fizeram grandes avanços no meio acadêmico. A ciência e a tecnologia alcançaram novos níveis durante a era Gupta e fortes laços fizeram da região um importante centro cultural como base que iria influenciar reinos próximos na região da Birmânia, Seri Lanca, Insulíndia e Indochina.

## Definição do xadrez
| \| Começo de um tabuleiro de xadrez. \| a \| b \| c \| d \| e \| f \| g \| h \| \| \| 8 \| rr em a8 \| nr em b8 \| er em c8 \| qr em d8 \| kr em e8 \| er em f8 \| nr em g8 \| rr em h8 \| 8 \| \| 7 \| pr em a7 \| pr em b7 \| pr em c7 \| pr em d7 \| pr em e7 \| pr em f7 \| pr em g7 \| pr em h7 \| 7 \| \| 6 \| \| \| \| \| \| \| \| \| 6 \| \| 5 \| \| \| \| \| \| \| \| \| 5 \| \| 4 \| \| \| \| \| \| \| \| \| 4 \| \| 3 \| \| \| \| \| \| \| \| \| 3 \| \| 2 \| pg em a2 \| pg em b2 \| pg em c2 \| pg em d2 \| pg em e2 \| pg em f2 \| pg em g2 \| pg em h2 \| 2 \| \| 1 \| rg em a1 \| ng em b1 \| eg em c1 \| kg em d1 \| qg em e1 \| eg em f1 \| ng em g1 \| rg em h1 \| 1 \| \| \| a \| b \| c \| d \| e \| f \| g \| h \| Fim do tabuleiro de xadrez. \| |          |          |          |          |          |          |          |          |                             |
| Posição inicial no chaturanga. |          |          |          |          |          |          |          |          |                             |
| Começo de um tabuleiro de xadrez. | a        | b        | c        | d        | e        | f        | g        | h        |                             |
| 8 | rr em a8 | nr em b8 | er em c8 | qr em d8 | kr em e8 | er em f8 | nr em g8 | rr em h8 | 8                           |
| 7 | pr em a7 | pr em b7 | pr em c7 | pr em d7 | pr em e7 | pr em f7 | pr em g7 | pr em h7 | 7                           |
| 6 |          |          |          |          |          |          |          |          | 6                           |
| 5 |          |          |          |          |          |          |          |          | 5                           |
| 4 |          |          |          |          |          |          |          |          | 4                           |
| 3 |          |          |          |          |          |          |          |          | 3                           |
| 2 | pg em a2 | pg em b2 | pg em c2 | pg em d2 | pg em e2 | pg em f2 | pg em g2 | pg em h2 | 2                           |
| 1 | rg em a1 | ng em b1 | eg em c1 | kg em d1 | qg em e1 | eg em f1 | ng em g1 | rg em h1 | 1                           |
| | a        | b        | c        | d        | e        | f        | g        | h        | Fim do tabuleiro de xadrez. |

A análise filológica dos nomes europeus ao xadrez ligam o jogo a palavra chaturanga que designava as quatro partes do exército indiano — bigas, elefantes, cavalaria e infantaria — desde o século V a.C. A palavra ashtapada, que posteriormente designaria o Tabuleiro de xadrez, originalmente significava um tabuleiro com oito colunas com oito casas cada que eram empregados em jogos de dados e cujo significado foi estabelecido em Mahabhashya escrito por volta do século II a.C. A palavra sugeria um objeto familiar, sendo citado em literaturas posteriores.
Entretanto, a análise do antecessor primitivo do xadrez não se limita ao nome do jogo, suas partes e o tabuleiro sobre o qual era praticado. É razoável supor a possibilidade de existirem outros jogos de guerra homônimos utilizando o ashtapada portanto a definição do jogo de xadrez também deve considerar outros pontos, que são: o número de jogadores em dois (e não quatro, apesar de existirem variantes com este número), o arranjo inicial das peças de modo simétrico, os movimentos diferenciados das peças de modo a refletir seus diferentes valores na prática e o método de jogar alternadamente. Não é claro se o xadrez utilizou ou não dados para designar seus movimentos embora a maioria dos jogos indianos os utilizasse. Apesar de não ser possível determinar a data de criação do Chaturanga, sendo inclusive possível supor que tenha sido inventado junto com a formação do exército indiano em quatro partes, somente é possível afirmar com segurança que o chaturanga existia no século VII. Antes deste período, a existência de um jogo semelhante ao xadrez é pura especulação.

## Literatura indiana
A literatura indiana anterior ao século X é vaga em citações ao xadrez. A primeira alusão ao jogo surgiu no início do século VII no romance em prosa Vasavadatta de Subandhu no qual uma das frases descreve as estações da chuva de modo semelhante ao jogo. De um período posterior, uma passagem no Harshacharita — a primeira tentativa de um romance histórico na literatura indiana — escrito por Bana cita as palavras ashtapada e chaturanga com um significado diferente do usual que designava o exército indiano. Outra alusão  no mesmo trabalho e duas outras em Kadambari citam possivelmente o xadrez mas não são consideras por Murray como relacionadas ao xadrez. Outra obra posterior do século IX, Haravijaya ou Vitória de Shiva, menciona as partes do exército indiano ligados a palavra ashtapada e chaturanga. Uma segunda passagem do Kavyalankara de Rudrata enumera diferentes tipos de estrofes, compostas para imitar a forma de vários objetos. Rudrata explica então três problemas métricos baseados nos movimentos do Cavalo, Torre e Elefante. O princípio de construção dos problemas é: em cada casa da metade de um tabuleiro é colocada uma sílaba de modo que caso seja lida diretamente, como se não houvesse tabuleiro, é a mesma que utilizando uma das peças para determinar a ordem das sílabas do verso. O problema não é complicado de resolver para a Torre e o Cavalo, mas para o Elefante é impossível pelos movimentos tradicional estabelecido no período. No caso do Elefante, o movimento é de uma casa nas direções diagonais e uma casa para frente, que está de acordo com o movimento da peça no xadrez birmanês e siamês, e que ocorre também no Xadrez japonês com uma peça de nome diferente que ocupa a mesma posição do Elefante na maioria das variantes do xadrez. Uma última passagem em Chandahsutra (c. Séc. X) cita o jogo chaturanga, sendo a última das referências ao xadrez na literatura indiana até o século X.

## Variantes do xadrez na Índia antiga
Os principais registros literários sobre jogos na Índia antiga são de origem árabe. O registro mais antigo é de um manuscrito de Al-Adli chamado Abd-al-Hamid I, parte do trabalho Kitab ash-shatranj do mesmo autor que descreve algumas das regras indianas como vitória no caso do jogador deixar o rei adversário solitário e o empate por afogamento como uma vitória para o Rei afogado. A variante descrita posiciona os elefantes nos cantos dos tabuleiros (a1, a8, h1 e h8) movimentando-se em linha reta, como a Torre moderna, mas pulando as casas pares.
A segunda literatura árabe é um trabalho de Albiruni denominado Índia no qual ele descreve as regras do chaturaji, uma variante do xadrez onde quatro jogadores utilizam dados para mover as peças. O movimento do Elefante nesta variante está de acordo com as regras do xadrez birmanês e  siamês. Albiruni não descreve as regras do chaturanga porém Antonius van der Linde, v.d. Lasa e Murray concordam que ele tenha visto esta variante na Índia pelo fato de ter descrito dois movimentos diferentes para o Elefante e para uma estranha regra de que o nome do Rei também se aplica ao Vizir. De acordo com Murray, esta regra se refere à prática de utilizar peças de xadrez do chaturaga na prática do chaturaji, utilizando o Vizir em substituição ao Rei em dois dos quatro exércitos.
Na região sudeste do continente indiano, o jogo chaturanga era a designação de um jogo de corrida, sendo o jogo semelhante ao xadrez conhecido por designações variadas mas em todos os casos sendo uma palavra composta em sânscrito empregando buddhi que significa intelecto, sendo as traduções literais de diferentes palavras como O jogo intelectual. Diferentes trabalhos mencionam os dois jogos de modos distintos e uma importante descrição do xadrez local é encontrada na enciclopédia Bhagavantabhaskara, escrita por volta do século XVI. O elefante nesta variante tem o movimento idêntico ao da Torre sendo também posicionado nos cantos do tabuleiro. A variante menciona o camelo nas casas normalmente ocupadas pelo elefante (c1 e f1) e o seu movimento é idêntico ao do elefante nas variantes persas e árabes. As outras peças se movem conforme o xadrez moderno, embora o peão não  possa avançar duas casas, sendo o Rei solitário contado como meia vitória (O vencedor recebe metade do valor apostado) e o afogamento não sendo permitido. Neste caso o Rei afogado pode remover a peça que o aprisiona do tabuleiro.

## O xadrez moderno na Índia
Quando o xadrez moderno foi introduzido na Índia, não houve uniformidade das regras assim como Europa do mesmo período. Como consequência, três variantes do xadrez moderno coexistiram no país: o xadrez Hindustani, Parsi e  Rumi. O xadrez Hindustani e Parsi eram praticados na região norte e sul respetivamente sendo baseados nas regras europeias. O xadrez Rumi entretanto  estava ligado as variantes árabes sendo praticado no noroeste indiano que foi invadido pelos muçulmanos. Naturalmente o nome das peças de xadrez variava conforme região em função da diversidade de dialetos no continente indiano embora na grande maioria suas traduções estejam de acordo com o chaturanga.
A principal diferença da variante Hindustani e Parsi em relação às regras europeias era a posição inicial do Rei e Vizir. Enquanto nas variantes europeias os Reis ficavam posicionados na mesma coluna, as variantes indianas colocavam o Rei na coluna da direita e o vizir na esquerda e como consequência o Rei ficava em frente ao vizir adversário. Provavelmente esta convenção era praticada em função do tabuleiro ser monocromático. No xadrez Hindustani, as peças tem o movimento idênticos ao jogo europeu. O Rei possui o privilégio de poder se movimentar como o cavalo uma vez durante a partida caso ainda não tenha sofrido o xeque. Os peões não podem avançar por duas casas no primeiro movimento e quando atingem a oitava Fileira são promovidos a peça principal da coluna, ou seja, um peão promovido na coluna b é promovido a cavalo por exemplo. O peão não pode ser promovido caso a peça ao qual será promovido não esteja disponível e como consequência o jogador não possui mais peças do mesmo tipo do que quando inicia a partida. Caso a promoção não seja possível,  o peão deve permanecer na sétima fileira, podendo ser capturado normalmente.  O Rei solitário conta como uma meia-vitória (burd), mesmo o adversário ainda possua peões e quando ambos os jogadores terminam com uma peça (bazi qain) a partida termina empatada. O Rei adversário não pode ser afogado, portanto não é permitido ao jogador realizar um movimento que deixe o adversário nesta situação. O xeque perpétuo é reconhecido como um empate mas o jogador deve realizar setenta xeques consecutivos.
O xadrez Parsi difere consideravelmente nas regras embora os movimentos das peças assim como para o Hindustani sejam os mesmos. Nesta variante o privilégio do Rei de se movimentar como o cavalo só pode ser executado para fugir do xeque, podendo ele capturar uma peça adversária ao realizar o movimento. O avanço dos peões por duas casas é permitido aos peões das colunas a, d, e e h e são promovidos de modo semelhante ao hindustani entretanto o peão promovido ao Cavalo pode movimentá-lo se o assim quiser assim que é realizada a promoção. O peão promovido na coluna do Rei pode ser promovido a qualquer peça, e algumas fontes indicam que o peão promovido na coluna do vizir também. A partida começa com o jogador realizando uma quantidade de movimentos consecutivos, não sendo permitido atravessar a metade do tabuleiro, e o adversário fazendo o mesmo em seguida. Normalmente são realizados de quatro a oito movimentos consecutivos, e após ambos os jogadores terem movidos suas peças o jogo começa a ser praticado com movimentos alternados de cada jogador. As regras de conclusão da partida não reconhecem o empate por afogamento e o xeque-perpétuo e embora o objetivo principal do jogo seja aplicar o xeque-mate ao Rei adversário, nesta variante o jogador se esforça para fazê-lo utilizando um peão inclusive deixando passar oportunidades de vencer com outras peças. São considerados empates quando o jogador perde todas as peças, tendo ou não restado peões.